# Pump Back
Pump Back és una concentració de població designada pel cens dels Estats Units a l'estat d'Oklahoma. Segons el cens del 2000 tenia 155 habitants.

## Demografia
Segons el cens del 2000, Pump Back tenia 155 habitants, 64 habitatges, i 49 famílies. La densitat de població era de 28,5 habitants per km².
Dels 64 habitatges en un 18,8% hi vivien nens de menys de 18 anys, en un 64,1% hi vivien parelles casades, en un 6,3% dones solteres, i en un 23,4% no eren unitats familiars. En el 20,3% dels habitatges hi vivien persones soles el 6,3% de les quals corresponia a persones de 65 anys o més que vivien soles. El nombre mitjà de persones vivint en cada habitatge era de 2,42 i el nombre mitjà de persones que vivien en cada família era de 2,78.
Per edats la població es repartia de la següent manera: un 20% tenia menys de 18 anys, un 9,7% entre 18 i 24, un 11,6% entre 25 i 44, un 34,2% de 45 a 60 i un 24,5% 65 anys o més.
L'edat mediana era de 51 anys. Per cada 100 dones de 18 o més anys hi havia 103,3 homes.
La renda mediana per habitatge era de 19.886 $ i la renda mediana per família de 27.679 $. Els homes tenien una renda mediana de 36.429 $ mentre que les dones 19.625 $. La renda per capita de la població era de 14.448 $. Entorn del 34,9% de les famílies i el 40,3% de la població estaven per davall del llindar de pobresa.

## Poblacions més properes
El següent diagrama mostra les poblacions més properes.